# Agatasa calydonia
Agatasa calydonia (denominada, em inglês, Glorious Begum) é uma borboleta da região indo-malaia e da família Nymphalidae, subfamília Charaxinae, ocorrendo na Índia, Myanmar, Tailândia, Laos, oeste da Malásia, Sumatra, Bornéu e Filipinas; sendo a única espécie de seu gênero (táxon monotípico); proposta por William Chapman Hewitson, em 1855, no texto llustrations of New Species of Exotic Butterflies: Selected Chiefly from the Collections of W. Wilson Saunders and William C. Hewitson, com a denominação de Nymphalis calydonia e com seu tipo nomenclatural coletado em Malaca.

## Descrição
Vista por cima, apresenta o padrão geral de coloração esbranquiçada, meio amarelada, nas asas anteriores e azulada nas posteriores, com áreas de um negro-amarronzado, circundantes, ocupando a metade apical de suas asas anteriores. Apresentam uma padronagem fortemente estampada, em vista inferior, com tons amarelados, rosados, alaranjados e esverdeados, principalmente, contrastando com áreas escuras; dotadas de feições ocelares em suas extremidades caudais.

## Hábitos
Agatasa calydonia voa em floresta aberta, em altitudes baixas a moderadas; encontrada se alimentando de cadáveres, frutos em fermentação e fezes, sendo, em sua maioria, indivíduos do sexo masculino. Geralmente a espécie é muito escassa e só é vista individualmente.

## Subespécies
A. calydonia possui seis subespécies:
- Agatasa calydonia calydonia - Descrita por Hewitson em 1855, de espécime proveniente da península da Malásia (localidade-tipo: Malaca).
- Agatasa calydonia belisama - Descrita por Crowley em 1891, de espécime proveniente do sul de Myanmar (localidade-tipo: Tanintharyi).
- Agatasa calydonia mahasthama - Descrita por Fruhstorfer, de espécime proveniente de Bornéu.
- Agatasa calydonia auricinia - Descrita por Fruhstorfer, de espécime proveniente da Sumatra.
- Agatasa calydonia chrysodonia - Descrita por Staudinger em 1890, de espécime proveniente das Filipinas (localidade-tipo: sudeste de Mindanau).
- Agatasa calydonia heterodonia - Descrita por Semper, de espécime proveniente das Filipinas (localidade-tipo: Mindoro).